# Бхола, Рагхбир Сингх
Рагхбир Сингх Бхола (англ. Raghbir Singh Bhola, 18 августа 1927, Мултан, Британская Индия — 21 января 2019, Нью-Дели, Индия) — индийский хоккеист (хоккей на траве), нападающий. Олимпийский чемпион 1956 года, серебряный призёр летних Олимпийских игр 1960 года.

## Биография
Рагхбир Сингх Бхола родился 18 августа 1927 года в индийском городе Мултан (сейчас в Пакистане).
Учился в государственной средней школе в Ханевале. После её окончания переехал в Нью-Дели, учился в Делийском инженерном колледже, где изучал электротехнику.
В феврале 1952 года поступил на службу в ВВС Индии авиационным инженером. В 1962 году был направлен на 2-летний последипломный курс по электротехнике в Великобританию в авиационный колледж Крэнфилдского университета.
Играл в хоккей на траве со школьных времён, выигрывал межшкольный турнир. В Нью-Дели играл на межвузовском уровне. В марте 1953 года начал играть за «Сервисез» из Нью-Дели. В 1954—1955 и 1957—1960 годах параллельно выступал за команду ВВС Индии, трижды выигрывал чемпионат Inter Services и чемпионат Индии.
В 1956 году вошёл в состав сборной Индии по хоккею на траве на Олимпийских играх в Мельбурне и завоевал золотую медаль. Играл на позиции левого нападающего, провёл 4 матча, мячей не забивал.
В 1960 году вошёл в состав сборной Индии по хоккею на траве на Олимпийских играх в Риме и завоевал серебряную медаль. Играл на позиции вратаря, провёл 6 матчей, забил 6 мячей (три в ворота сборной Дании, по одному — Нидерландам, Новой Зеландии и Австралии).
Ушёл в отставку в 1978 году в звании капитана группы.
После завершения игровой карьере продолжал до преклонных лет работать в хоккее на траве. Был в течение 9 лет национальным менеджером Федерации хоккея Индии, 5 лет работал международным судьёй, а также был менеджером сборной Индии в ряде иностранных туров. Был правительственным наблюдателем на чемпионате мира 1994 года и летних Азиатских играх 1998 года, телекомментатором. Вплоть до конца 2000-х годов посещал семинары и мастер-классы.
В 2000 году награждён премией «Арджуна» за вклад в спорт на протяжении жизни.
Умер 21 января 2019 года в Нью-Дели.

## Семья
Рагхбир Сингх Бхола и его жена Камла вырастили трёх дочерей. У них также было трое внуков.